# Luis Alberto Luna Tobar

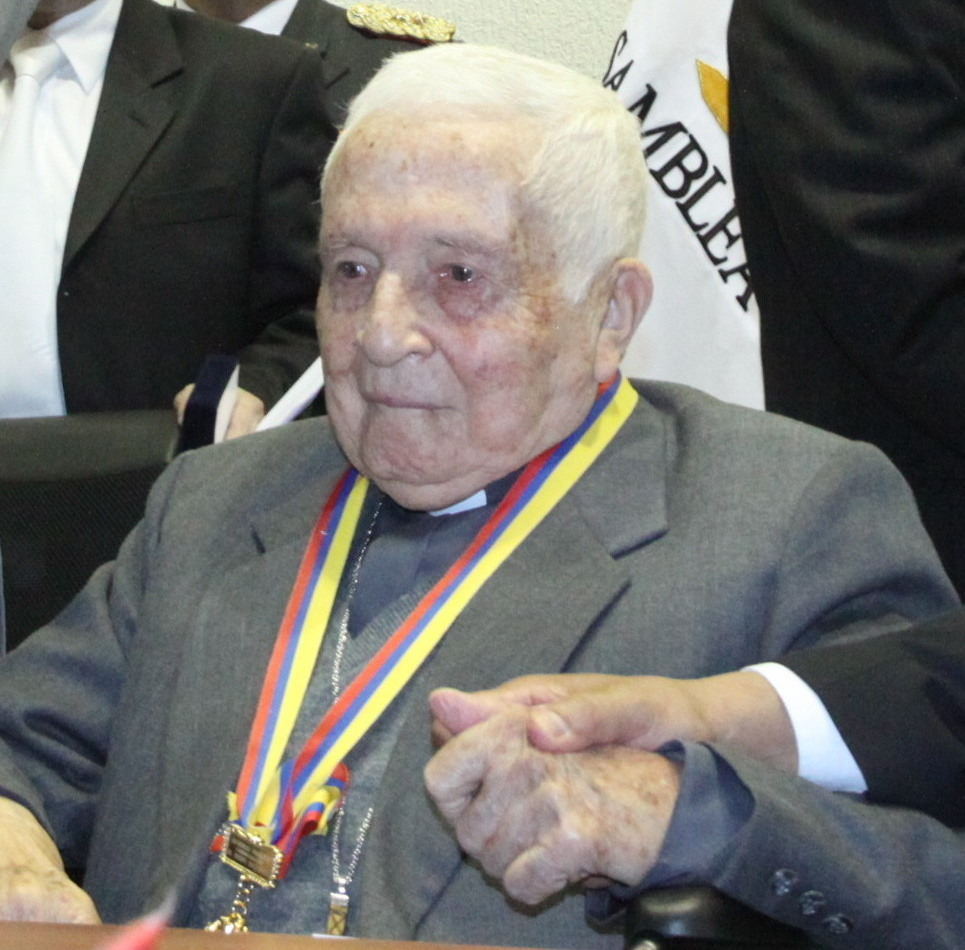
Luis Alberto Luna Tobar (2011).

Luis Alberto Luna Tobar OCD (* 15. Dezember 1923 in Quito; † 7. Februar 2017 ebenda) war ein ecuadorianischer Ordensgeistlicher und römisch-katholischer Erzbischof von Cuenca.

## Leben
Luis Alberto Luna Tobar trat der Ordensgemeinschaft der Unbeschuhten Karmeliten bei und empfing am 23. Juni 1946 die Priesterweihe.
Papst Paul VI. ernannte ihn am 17. August 1977 zum Weihbischof im Erzbistum Quito und Titularbischof von Mulli. Der Erzbischof von Quito, Pablo Kardinal Muñoz Vega SJ, spendete ihm am 18. September desselben Jahres die Bischofsweihe; Mitkonsekratoren waren Antonio José González Zumárraga, Weihbischof in Quito, und José Gabriel Díaz Cueva, Bischof von Azogues.
Am 6. März 1981 wurde er von Papst Johannes Paul II. zum Erzbischof von Cuenca ernannt. Während seine beiden Vorgänger eine eher konservative Politik zugunsten der Oberschicht verfolgten, wurde Luna aufgrund seiner Nähe zur Befreiungstheologie und seines Engagements für die arme Bevölkerung als „roter Bischof“ bekannt.
Am 15. Februar 2000 nahm Johannes Paul II. seinen altersbedingten Rücktritt an. Luis Alberto Luna Tobar erlag im Februar 2017 einer schweren Herzinsuffizienz. Die Beisetzung in der Kathedrale von Cuenca fand am 10. Februar 2017 statt.